# Knottekistje

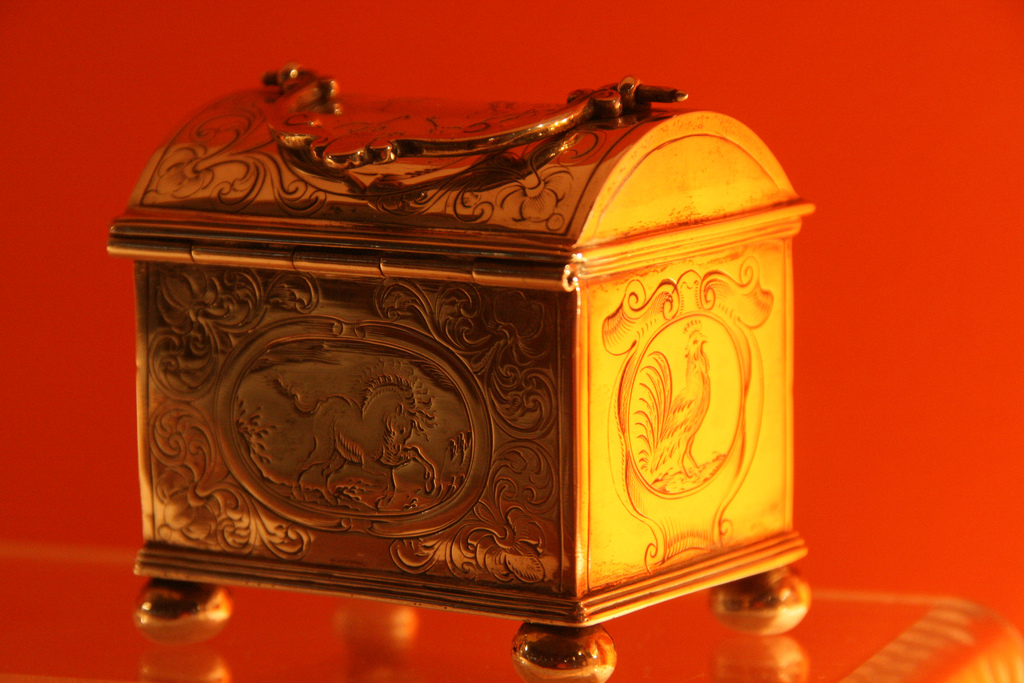
Zilveren knottekistje met afbeeldingen van personen in 17e-eeuwse klederdracht - Dokkum (1700)

Een knottekistje is een kleine Friese geldkist.
Knottekistjes zijn afgezien van hun inhoud zelf ook waardevol aangezien deze in de meeste gevallen van zilver zijn gemaakt. De kistjes zijn rechthoekig met een halfrond deksel en staan op bolpootjes. Over het hele voorwerp zijn afbeeldingen over de liefde gegraveerd of gedreven, met eventueel een spreuk. Een voorbeeld van zo'n spreuk staat op de onderkant van het kistje uit het Zuiderzeemuseum. Er staan twee in elkaar grijpende handen voorgesteld en er is te lezen 'Dat Godt te samen voegt Dat sal gheen menschen scheiden'. 
Er zijn ook minder dure varianten, zoals de knottezak, dit was een geborduurd zakje en de ronde knottedoos. De knottedoos is een klein rond zilveren doosje waarin een aantal munten opgestapeld opgeborgen konden worden.

## Folklore

Knottekistje uit de collectie van het Zuiderzeemuseum

Het knottekistje behoort bij een verlovingsritueel. In de zestiende eeuw was het in Noord-Nederland de gewoonte dat een jongen zijn meisje een geldstuk aanbood wanneer hij haar ten huwelijk vroeg. Op het moment dat zij deze trouwpenning aannam, kon ze zich als verloofd beschouwen. 
Indien men meerdere munten aanbood, dan werden die in een doek met een bijzondere knoop aangeboden: de zogenaamde knotte (of knottedoek). Deze knotte ('knot' heeft in het Fries dezelfde betekenis als in het Engels) was 'losjes' geknoopt. Wanneer het meisje de knoop aantrok, dan was haar antwoord positief en waren ze verloofd. Bij het toenemen van de welvaart werd de doek vervangen door een zilveren kistje, het zogenaamde knottekistje. Het kistje en de inhoud bleef eigendom van de vrouw en werd ook beschouwd als een appeltje voor de dorst.
De meeste knottekistjes dateren uit de zeventiende of vroege achttiende eeuw en zijn gemaakt in Friesland of Noord-Holland.
In een aantal gevallen werd zelfs een speciale gouden huwelijkspenning gemaakt die via het doosje werd aangeboden.

## Gedicht
Tijdens het aanbieden werd het volgende gedicht uitgesproken door de jongen:
Wotte ? sa wotte

Sa heste de knotte

Wost it net dwaen

Den kinst my de knotte werjaen
In het Nederlands:

Wil je ? - Als je wilt

Dan heb je de knotte doek

Wil je niet

Dan moet je mij de knotte teruggeven